# Томас фон Гезен
Томас фон Гезен (нім. Thomas von Heesen, нар. 1 жовтня 1961, Гекстер) — німецький футболіст, що грав на позиції півзахисника. По завершенні ігрової кар'єри — тренер.
Виступав, зокрема, за «Гамбург», у складі якого — дворазовий чемпіон Німеччини і володар Кубка чемпіонів УЄФА.

## Ігрова кар'єра
Народився 1 жовтня 1961 року в місті Гекстер. Вихованець юнацьких команд «Альбаксен», «Гекстер» та «Падерборн 07».
У дорослому футболі дебютував 1980 року виступами за команду «Гамбург», в якій провів чотирнадцять сезонів, взявши участь у 336 матчах чемпіонату. Більшість часу, проведеного у складі «Гамбурга», був основним гравцем команди. Двічі поспіль, у 1982 і 1983 роках, ставав у її складі чемпіоном ФРН, а у розіграші 1982/83 виграв Кубка європейських чемпіонів.
Завершував ігрову кар'єру в «Армінії» (Білефельд), за яку виступав протягом 1994—1997 років.

## Кар'єра тренера
Завершивши ігрову кар'єру, залишився в структурі «Армінії» (Білефельд), де протягом 1998–1999 років був головним тренером основної команди. Згодом з листопада 2000 року тренував «Саарбрюкен».
Восени 2001 року повернувся до «Армінії» (Білефельд), де обійняв посаду спортивного директора. На початку 2004 року виконував обов'язки головного тренера команди, а протягом 2005—2007 років знову був її повноцінним головним тренером.
З лютого по серпнь 2008 року тренував «Нюрнберг», який під його керівництвом здобув лише чотири перемоги у 20 матчах.
Згодом працював на Кіпрі з «Аполлоном» (Лімасол), в Австрії з «Капфенбергом» та у Польщі  із «Лехією» (Гданськ).

## Титули і досягнення
- Чемпіон Німеччини (2):

«Гамбург»: 1981-1982, 1982-1983
- Володар Кубка чемпіонів УЄФА (1):

«Гамбург»: 1982-1983
- Володар Кубка Німеччини (1):

«Гамбург»: 1986-1987